# António Simões do Paço
António (Augusto de Sousa) Simões do Paço (16 de julho de 1957) é ex-jornalista, tradutor/intérprete, editor, historiador e professor de História.
É o editor-coordenador de Os Anos de Salazar, um retrato do Estado Novo, em 30 volumes. Foi editor da revista História (2001) e autor da biografia Salazar (2006). Coordenou a edição e tradução de mais de uma dezena de obras de história. Vive em Portugal, tendo vivido e trabalhado também na Bélgica, França e Inglaterra. Para além de leccionar História no ensino público é o editor da revista Workers of the World (Universität Duisburg-Essen). No presente momento finaliza o Doutoramento em História Moderna e Contemporânea na Faculdade de Ciências Sociais e Humanas da Universidade Nova de Lisboa (Nova FCSH), com Estágio de Investigação Doutoral no Instituto Internacional de História Social (IISH) em Amsterdão (Países Baixos).

## Biografia
António Simões do Paço nasceu em Lisboa, a 16 de Julho de 1957. Tinha 16 anos aquando da Revolução de 25 de Abril de 1974. Imediatamente mergulhou naquela que seria a maior Revolução do Século XX português. Com um grupo de amigos, fundou em Mafra o CAC (Centro de Acção Cultural), colectividade que chegou a movimentar mais de 300 pessoas, com um boletim, grupo de teatro, grupo coral, animadores desportivos, etc. Depois de uma passagem fugaz pela Faculdade de Direito de Lisboa (no ano do «serviço cívico»), em 1975 entrou para a Faculdade de Letras de Lisboa (FLUL) – e também para a Aliança Socialista da Juventude, organização juvenil ligada ao PRT (Partido Revolucionário dos Trabalhadores, que mais tarde, junto com a LCI, daria origem ao PSR). Durante os anos da FLUL foi dirigente associativo e membro pleno do Conselho Directivo da Faculdade de Letras. Entretanto, estreava-se no jornalismo, nas páginas do jornal Combate Socialista, atividade que nunca deixou ao largo da vida.
Em 1977, suspendeu a frequência do terceiro ano do curso de História, e em Janeiro de 1978, tornava-se operário na Seldex, uma fábrica metalúrgica dos arredores de Lisboa (Queluz-de-Baixo), onde durante cerca de 10 anos foi um torneiro mecânico. Durante a maior parte desse tempo foi delegado sindical, membro da comissão de trabalhadores e, por duas vezes, candidato à direcção do Sindicato dos Metalúrgicos de Lisboa. Em 1981 retomou a Licenciatura de História na FLUL (que então dispunha de horários nocturnos) como trabalhador-estudante. Licenciou-se em 1985, com média de 14 valores. Entre 1987 e 1989 foi editor-assistente nas Publicações Europa-América. Em 1989 tornou-se editor nas Selecções do Reader’s Digest, onde permaneceu até 1996. Nesse ano tornou-se jornalista freelancer com trabalho na empresa de press-coverage Report International (1996-98, Bruxelas), e colaboração na Vida Mundial (1998), na História (2000-2001) e em publicações como a Revista Rubra (2007-2015), periódico que fundou e co-dirigiu.

## Obras publicadas
- Salazar - O Ditador Encoberto (biografia), Bertrand Editora, Lisboa, 2010

- Os Anos de Salazar (editor-coordenador e co-autor), Editora Planeta de Agostini / Grupo Cofina, Lisboa, 2008.

- Enciclopédia da História Universal, Oxford University Press / Selecções do Reader’s Digest, 2007 (co-autor da 2.ª edição, revista e aumentada)

- Grande Atlas Histórico, Diário de Notícias, 2007 (co-autor)

- Salazar (biografia), Editora Planeta de Agostini, Lisboa, 2006

- Coordenador científico da colecção de biografias «Grandes Protagonistas da História de Portugal», Planeta de Agostini, Lisboa, 2004-2006

- Coordenador da revisão científica da História Universal, Planeta de Agostini / Grupo Cofina, Lisboa, 2005 (versão portuguesa de La Storia, La Biblioteca di Repubblica, Novara, 2004)

- Factos Desconhecidos da História de Portugal, Selecções do Reader’s Digest, Lisboa, 2004 (coordenador)

- Arqueologia, Editora Planeta de Agostini, 1994-1995 (coordenador da versão portuguesa)

- História da Aviação, Editora Planeta de Agostini, 1992-1993 (coordenador da versão portuguesa).

### Traduções
- Adam Smith, A Riqueza das Nações (revisão científica, ed. Planeta de Agostini / Público, 2008)

- Thomas More, Utopia (Ed. Coisas de Ler, 2004)

- Os Dias Que Abalaram o Mundo (Guião da série da BBC / Visão, 2004)

- Richard Zimler, «O inimigo interno», in Factos Desconhecidos da História de Portugal (Selecções do Reader’s Digest, 2004)

- Rapport national sur les ressources génétiques forestières de São Tomé e Príncipe (FAO, 2003 – do português [São Tomé e Príncipe] para o francês)

- Nicolau Maquiavel, O Príncipe (com introdução e notas, Ed. Coisas de Ler, 2003)

- Evry Schatzman, A Ciência Ameaçada (Publicações Europa-América, 1990)

- Sébastien Japrisot, Carruagem 4, Compartimento Assassino (Pub. Europa-América, 1989)

- Claude Roy, Vieira da Silva (Pub. Europa-América, 1988)

- Richard Wright, Filho Nativo (Editorial Inquérito, 1987)

- Douglas L. Wheeler, A Ditadura Militar Portuguesa: 1926-1933 (Pub. Europa-América), 1986